# Chelophoba
Chelophoba là một chi bướm đêm thuộc họ Gelechiidae.